# 坦克大決戰
坦克大決戰是光譜資訊於1993年出品的射擊遊戲（平臺是DOS）。

## 遊戲簡介
該遊戲是模仿紅白機的《坦克大戰》，不同的是，它採取45度角位的畫面模式進行，故事背景發生在二次世界大戰，玩家可選擇德軍或盟軍來進行遊戲，總共有20種關卡。

## 相關連結
- 青杉之友的攻略 （页面存档备份，存于）
- 遊戲基地的資料（页面存档备份，存于）
- 遊戲基地的該遊戲討論區（页面存档备份，存于）